# 高県
高県（こう-けん）は中華人民共和国四川省に位置する省直轄の県であり、しばらくの間、宜賓市の代理管轄下に置かれている。

## 地理
高県は四川盆地の南端に位置し、東は珙県及び長寧県、西は叙州区、南は筠連県、北は翠屏区と接する。
南広河沿いに省道206号線も並行している。

## 歴史
唐代に羈縻州としての高州が設置されたのが高県における行政区画の初見である。1372年（洪武5年）に高県に降格したが、1518年（正徳13年）に高州に戻され、清朝が成立すると順治年間に再び高県とされ現在に至る。
1960年1月7日には隣接する慶符県が、1963年12月には宜賓市大益人民公社が高県に編入された。

## 行政区画
- 鎮:慶符鎮、文江鎮、沙河鎮、嘉楽鎮、羅場鎮、蕉村鎮、可久鎮、来復鎮、月江鎮、勝天鎮、復興鎮、慶嶺鎮、落潤鎮

## 交通

### 道路
- 高速道路
  -  成渝地区環状高速道路（中国語版）（宜賓環状高速道路（中国語版）を兼ねる）
  -  成宜昭高速道路（中国語版） （宜昭高速公路を兼ねる）

省道
- 206省道
- 309省道

県道
- 023号県道
- 024号県道
- Q13号県道
- Q21号県道

## 健康・医療・衛生
- 高県人民医院
- 高県中医院
- 高県婦幼保健院